# World RX de Letonia 2017
El World RX de Letonia 2017, originalmente Neste World RX of Latvia, es una prueba de Rallycross en Letonia válida para el Campeonato Mundial de Rallycross. Se celebró en el Biķernieku Kompleksā Sporta Bāze en Biķernieki, Daugavpils, Letonia.
Johan Kristoffersson consiguió su quinta victoria consecutiva y sexta de la temporada a bordo de su Volkswagen Polo GTI, seguido de Mattias Ekström y Sébastien Loeb. 
Con esta nueva victoria sumado al abandono de Petter Solberg después de un accidente en la segunda semifinal que lo obligó a pasar por el hospital Johan Kristoffersson se proclamó matemáticamente campeón mundial de rallycross por primera vez en su carrera.

## Series
| Pos. | No. | Piloto               | Equipo                    | Auto                | Q1  | Q2  | Q3  | Q4  | Pts |
| ---- | --- | -------------------- | ------------------------- | ------------------- | --- | --- | --- | --- | --- |
| 1    | 3   | Johan Kristoffersson | PSRX Volkswagen Sweden    | Volkswagen Polo GTI | 1º  | 6º  | 1º  | 5º  | 16  |
| 2    | 9   | Sébastien Loeb       | Team Peugeot-Hansen       | Peugeot 208         | 10º | 3º  | 3º  | 1º  | 15  |
| 3    | 1   | Mattias Ekström      | EKS RX                    | Audi S1             | 3º  | 4º  | 10º | 2º  | 14  |
| 4    | 11  | Petter Solberg       | PSRX Volkswagen Sweden    | Volkswagen Polo GTI | 2º  | 16º | 2º  | 3º  | 13  |
| 5    | 13  | Andreas Bakkerud     | Hoonigan Racing Division  | Ford Focus RS       | 7º  | 2º  | 8º  | 4º  | 12  |
| 6    | 57  | Toomas Heikkinen     | EKS RX                    | Audi S1             | 5º  | 1º  | 7º  | 12º | 11  |
| 7    | 21  | Timmy Hansen         | Team Peugeot-Hansen       | Peugeot 208         | 4º  | 5º  | 11º | 6º  | 10  |
| 8    | 71  | Kevin Hansen         | Team Peugeot-Hansen       | Peugeot 208         | 6º  | 11º | 4º  | 9º  | 9   |
| 9    | 15  | Reinis Nitišs        | EKS RX                    | Audi S1             | 8º  | 7º  | 9º  | 8º  | 8   |
| 10   | 51  | Nico Müller          | EKS RX                    | Audi S1             | 9º  | 12º | 6º  | 11º | 7   |
| 11   | 68  | Niclas Grönholm      | GRX                       | Ford Fiesta         | 14º | 9º  | 15º | 10º | 6   |
| 12   | 6   | Jānis Baumanis       | STARD                     | Ford Fiesta         | 13º | 8º  | 14º | 15º | 5   |
| 13   | 7   | Timur Timerzyanov    | STARD                     | Ford Fiesta         | 12º | 10º | 13º | 16º | 4   |
| 14   | 43  | Ken Block            | Hoonigan Racing Division  | Ford Focus RS       | 11º | 13º | 16º | 13º | 3   |
| 15   | 44  | Timo Scheider        | MJP Racing Team Austria   | Ford Fiesta         | 16º | DNS | 5º  | 7º  | 2   |
| 16   | 84  | "Knapick"            | Hervé "Knapick" Lemonnier | Citroën DS3         | 20º | 15º | 20º | 18º | 1   |
| 17   | 10  | "Csucsu"             | Speedy Motorsport         | Kia Rio             | 19º | 14º | 19º | DNF |     |
| 18   | 96  | Kevin Eriksson       | MJP Racing Team Austria   | Ford Fiesta         | 15º | DNS | 12º | 14º |     |
| 19   | 60  | Joni-Pekka Rajala    | Vaaranmaa Racing          | Mitsubishi Mirage   | 18º | DSQ | 18º | 17º |     |
| 20   | 67  | François Duval       | DA Racing                 | Peugeot 208         | 17º | DSQ | 17º | DNF |     |

## Semifinales
Semifinal 1
| Pos. | No. | Piloto               | Equipo                   | Tiempo   | Pts |
| ---- | --- | -------------------- | ------------------------ | -------- | --- |
| 1    | 3   | Johan Kristoffersson | PSRX Volkswagen Sweden   | 5:05.006 | 6   |
| 2    | 1   | Mattias Ekström      | EKS RX                   | +2.285   | 5   |
| 3    | 13  | Andreas Bakkerud     | Hoonigan Racing Division | +4.641   | 4   |
| 4    | 68  | Niclas Grönholm      | GRX                      | +7.185   | 3   |
| 5    | 21  | Timmy Hansen         | Team Peugeot-Hansen      | +7.931   | 2   |
| 6    | 15  | Reinis Nitišs        | EKS RX                   | +8.687   | 1   |

Semifinal 2
| Pos. | No. | Piloto           | Equipo                 | Tiempo    | Pts |
| ---- | --- | ---------------- | ---------------------- | --------- | --- |
| 1    | 9   | Sébastien Loeb   | Team Peugeot-Hansen    | 5:08.446  | 6   |
| 2    | 51  | Nico Müller      | EKS RX                 | +4.442    | 5   |
| 3    | 6   | Jānis Baumanis   | STARD                  | +5.329    | 4   |
| 4    | 71  | Kevin Hansen     | Team Peugeot-Hansen    | +6.604    | 3   |
| 5    | 57  | Toomas Heikkinen | EKS RX                 | +1:04.714 | 2   |
| 6    | 11  | Petter Solberg   | PSRX Volkswagen Sweden | DNS       | 1   |

## Final
| Pos. | No. | Piloto               | Equipo                   | Tiempo    | Pts |
| ---- | --- | -------------------- | ------------------------ | --------- | --- |
| 1    | 3   | Johan Kristoffersson | PSRX Volkswagen Sweden   | 05:06.673 | 8   |
| 2    | 1   | Mattias Ekström      | EKS RX                   | +2.365    | 5   |
| 3    | 9   | Sébastien Loeb       | Team Peugeot-Hansen      | +3.919    | 4   |
| 4    | 13  | Andreas Bakkerud     | Hoonigan Racing Division | +4.534    | 3   |
| 5    | 6   | Jānis Baumanis       | STARD                    | +10.053   | 2   |
| 6    | 51  | Nico Müller          | EKS RX                   | +20.976   | 1   |

## Campeonato tras la prueba
| Pos | Piloto               | Pts | Dif  |
| --- | -------------------- | --- | ---- |
| 1   | Johan Kristoffersson | 271 |      |
| 2   | Petter Solberg       | 209 | +62  |
| 3   | Mattias Ekström      | 204 | +67  |
| 4   | Sébastien Loeb       | 194 | +77  |
| 5   | Andreas Bakkerud     | 165 | +106 |

- Nota: Sólo se incluyen las cinco posiciones principales.